# Ioszif Szamuilovics Sklovszkij
Ioszif Szamuilovics Sklovszkij, Ио́сиф Самуи́лович Шкло́вский (Hluhiv, 1916. július 1. – Moszkva, 1985. március 3.) szovjet-ukrán csillagász, asztrofizikus.

## Élete és munkássága
Szegény ukrán zsidó család sarja volt. Hét éven át középiskolába járt, ezután a Bajkál–Amur-vasútvonal építésén dolgozott. 1933-ban nyert felvételt a Moszkvai Állami Egyetem fizika-matematika szakára. Itt 1938-ig tanult, ezután a Sternberg Csillagászati Intézeten posztgraduális tanfolyamot végzett, majd élete végéig az intézet munkatársa maradt. Szakterülete az elméleti asztrofizika és a rádiócsillagászat, valamint a napkorona, a szupernovák, a kozmikus sugárzás és annak eredete volt.

## Magyarul megjelent művei
- Világegyetem, élet, értelem; ford. Zalai Edvin; Gondolat, Bp., 1976
- Csillagok. Születésük, életük, pusztulásuk; ford. Jankovics István; Gondolat, Bp., 1981
- A lakott világok sokasága és a velük való kapcsolat megteremtése, tanulmány, Galaktika 22. szám, 1976.

## Fordítás
- Ez a szócikk részben vagy egészben  az   Iosif Shklovsky című angol Wikipédia-szócikk ezen változatának fordításán alapul.  Az eredeti cikk szerkesztőit annak laptörténete sorolja fel. Ez a jelzés csupán a megfogalmazás eredetét és a szerzői jogokat jelzi, nem szolgál a cikkben szereplő információk forrásmegjelöléseként.